# 托姆里
托姆里（法語：Thomery，法語發音：[tɔmʁi] ⓘ）是法国塞纳-马恩省的一个市镇，位于该省西南部，属于枫丹白露区。

## 地理
托姆里（48°24'30"N, 2°47'10"E）面积3.71 平方千米，位于法国法蘭西島大區塞纳-马恩省，该省份为法国北部内陆省份，北起瓦兹省，西接埃松省、马恩河谷省、塞纳-圣但尼省和瓦兹河谷省，南至卢瓦雷省，东南接约讷省，东临马恩省和奥布省，东北接埃纳省。
与托姆里接壤的市镇（或旧市镇、城区）包括：阿翁、塞纳河畔香槟、枫丹白露、萨莫罗、莫雷-卢万和奥尔瓦讷。
托姆里的时区为UTC+01:00、UTC+02:00（夏令时）。

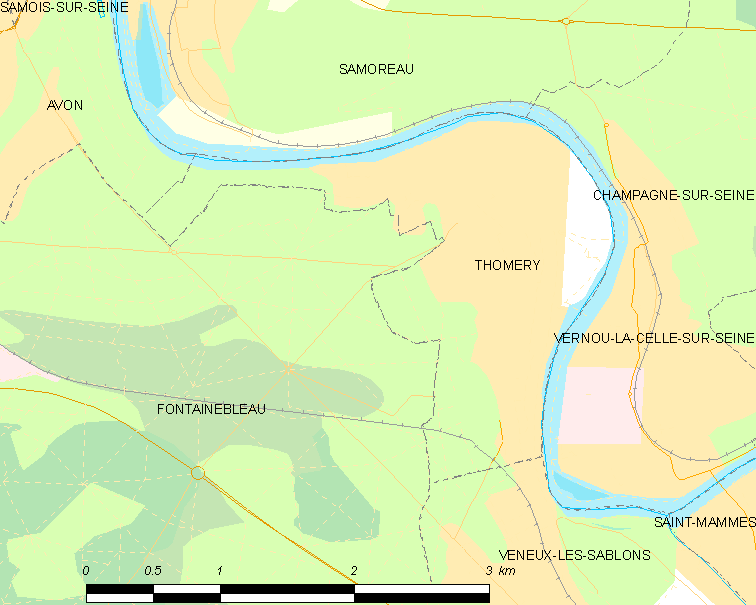
托姆里的OSM定位图

## 行政
托姆里的邮政编码为77810，INSEE市镇编码为77463。

## 政治
托姆里所属的省级选区为蒙特罗福约讷县。

## 人口

1962-2008年间托姆里人口变化图示

托姆里于2022年1月1日时的人口数量为3417人。